# Den Slunce
Den Slunce je mezinárodní svátek (podobně jako Den Země) připadající na 3. květen  Poprvé byl slaven v roce 1978 v USA.

## Osvětové kampaně
Den Slunce (německy Tag der Sonne) je národní osvětová kampaň v Rakousku. Jejím cílem je propagace využívání slunečního záření k výrobě tepla a elektřiny. Poprvé se Den Slunce v Rakousku uskutečnil v roce 2002. V roce 2012 se ve dnech 4. a 5. května uskutečnilo téměř 400 jednotlivých akcí. Kampaň podporují Spolkové ministerstvo pro dopravu, inovace a technologie a Spolkové ministerstvo hospodářství, rodiny a mládeže. 
Den Slunce se záhy rozšířil do Německa a postupně do dalších zemí Evropské unie. Z původního Dne Slunce se vyvinuly Evropské dny Slunce, které probíhají v první polovině května již v 19 státech včetně České republiky (v roce 2012). Evropské dny Slunce koordinuje Evropská federace pro fototermiku (ESTIF) v úzké spolupráci s Evropskou asociací fotovoltaického průmyslu (EPIA) a podporuje je kolem 25 evropských i národních organizací.
Česká republika se do kampaně Evropské dny Slunce oficiálně zapojila pouze v letech 2011 až 2013